# Baron Ampthill
Baron Ampthill är en adelstitel som förekommer i en gren av huset Russell. Titeln kan syfta på
- Odo William Leopold Russell, den förste baron Ampthill
- Arthur Oliver Villiers Russell, den andre baron Ampthill
- John Hugo Russell, den tredje baron Ampthill
- Geoffrey Russell, den fjärde baron Ampthill